# SartoTV
SartoTV is een filmvereniging die voornamelijk toneelstukken en evenementen filmt in Tielt en omstreken om die dan uit te zenden in het Sint-Andriesziekenhuis.

## Ontstaan van de vereniging
SartoTV werd eind 1980 opgericht door Luc Verstraete en Ludwig Vanseveren. Zij wilden het beschikbare videomateriaal (twee recorders en een camera) gebruiken om uit te zenden op het interne tv-net  van het Sint-Andriesziekenhuis om zo de patiënten een aangenamer verblijf te bezorgen.  Oorspronkelijk was er niet enkel een SartoTV, maar ook een SartoRadio (die beiden onafhankelijk werkten), deze werd echter stopgezet. Een restant van de radio-omroep blijft wel nog steeds in de naam ztten, Sarto staat immers voor: Sint-Andries Radio en Televisie Omroep.

## Uitrusting en Doel

### Uitrusting
SartoTV beschikt over meerdere videorecorders, drie HD-camera’s en enkele oudere camera’s,  een regietafel met videomenger en monitors, een klankinstallatie, een pc waar alles wordt opgenomen en later nog wordt bewerkt (indien nodig) en een groot assortiment aan kabels, statieven en klein materiaal. Ook heeft SartoTV een eigen licht- en klankset, decors (voor de opnames van de nieuwjaarsbrieven) en een afdruksysteem voor de Klas van Sarto. SartoTV beschikt over een lokaaltje in het ziekenhuis waar het materiaal zich bevindt en vanwaar er wordt uitgezonden.

### Doel
SartoTV heeft als doel om de 266 patiënten in het Sint-Andriesziekenhuis en de 60 bewoners in het WZC Sint-Andries een aangenamer verblijf te bezorgen met wekelijkse misvieringen en lokale opnames van toneelstukken en dergelijke.

## Medewerkers
SartoTV bestaat uit een 20-tal vrijwilligers, waarvan enkele banden hebben met het ziekenhuis, anderen die vanuit interesse bij Sarto zijn beland. Tijdens een opname heeft iedereen een vaste taak (zoals daar zijn: cameraman, geluidstechnicus, beeldregisseur, regisseur, technische ondersteuner en iemand die de pc bemant). De meeste leden van Sarto hebben geen filmspecifieke opleiding genoten, maar kwamen hier terecht uit grote interesse.

## Opnames en Realisaties
SartoTV bezoekt jaarlijks zo’n tiental muziek- en toneelverenigingen.  Tevens wordt de wekelijkse kerkdienst live gestuurd over het interne tv-net. SartoTV heeft ook enkele eigen jaarlijkse projecten zoals daar zijn: 
- De nieuwjaarsbrieven  (een productie die al 25 jaar bestaat)
- een specifiek programma rond de Nationale Ziekendag
- een talkshow met kinderen tijdens de roefeldag
- de klas van Sarto (een kennismakingsproject voor de Tieltse scholen).

Verder werden er al twee kortfilms (‘Miserie met onzen bak bier’ en ‘Stapke in Tielt’) en één langspeelfilm (‘Het Moordgezelschap’) gemaakt.  
SartoTV neemt ook de Tieltse Europafeesten op (als er een stoet is) en in het verleden  nam SartoTV de Brueghelstoet te Wingene op.

## Jong Bloed SartoTV
Jong Bloed SartoTV is een groep binnen SartoTV, gevormd door de jongste medewerkers van de vereniging. Deze groep begon met het kennismakingsproject V-Day@DeBron voor de Tieltse scholen (dit groeide uiteindelijk verder uit tot de Klas van Sarto). 
Verder hebben ze deelgenomen aan Tielt On Screen met de kortfilm ‘Stapke in Tielt’. Later ontstond het idee om een film te maken en die kwam er dan ook in april 2013 in de vorm van ‘Het Moordgezelschap’.